# 23rd Street (linea IRT Broadway-Seventh Avenue)
23rd Street (IPA: [ˈtwɛnti-θɜrd strit]) è una fermata della metropolitana di New York situata sulla linea IRT Broadway-Seventh Avenue. Nel 2015 è stata utilizzata da un totale di 4 884 678 passeggeri.

## Storia
La stazione venne aperta il 1º luglio 1918, come parte del prolungamento della linea IRT Broadway-Seventh Avenue compreso tra le stazioni di 34th Street-Penn Station e South Ferry. Venne rinnovata negli anni 1990.

## Strutture e impianti
23rd Street è una fermata sotterranea con due banchine laterali e quattro binari, i due esterni per i treni locali e i due interni per quelli espressi. Le due banchine non sono connesse tra di loro e hanno ingressi e tornelli separati. È posizionata al di sotto dell'incrocio tra Seventh Avenue e 23rd Street, dove si trovano i quattro ingressi.

## Movimento
La stazione è servita dai treni di due linee della metropolitana di New York:
- Linea 1 Broadway-Seventh Avenue Local, sempre attiva;[6]
- Linea 2 Seventh Avenue Express, attiva solo di notte.[7]

## Interscambi
La stazione è servita da diverse autolinee gestite da NYCT Bus.
- Fermata autobus